# Bandera de Solivella
La bandera oficial de Solivella té la següent descripció:
Bandera apaïsada, de proporcions dos d'alt per tres de llarg, de color verd fosc, amb el sol figurat groc de l'escut, de diàmetre 13/30 de l'alçària del drap, posat a 1/15 (de l'alçària del drap) de la vora superior i a 2/45 (de la llargària del drap) de la de l'asta; i amb l'olivera groga, fruitada de negre, de l'escut, d'alçària 13/30 de la del drap i amplària 14/45 de la llargària del mateix drap, posada a 1/15 (de l'alçària del drap) de la vora inferior i a 2/45 (de la llargària del drap) de la del vol.
Va ser aprovada el 22 de febrer de 2011 i publicada en el DOGC el 10 de març del mateix any amb el número 5834.
El fons verd fosc amb el sol i l'olivera de color groc són presents a l'escut heràldic municipal. El sol és el senyal tradicional i més antic del poble i també és un senyal parlant que es correspon amb la primera síl·laba del topònim i l'olivera fa referència a l'origen del nom del municipi, "sa olivella".